# Carlisle County
Carlisle County is een county in de Amerikaanse staat Kentucky.
De county heeft een landoppervlakte van 499 km² en telt 5.351 inwoners (volkstelling 2000). De hoofdplaats is Bardwell.